# 은하단

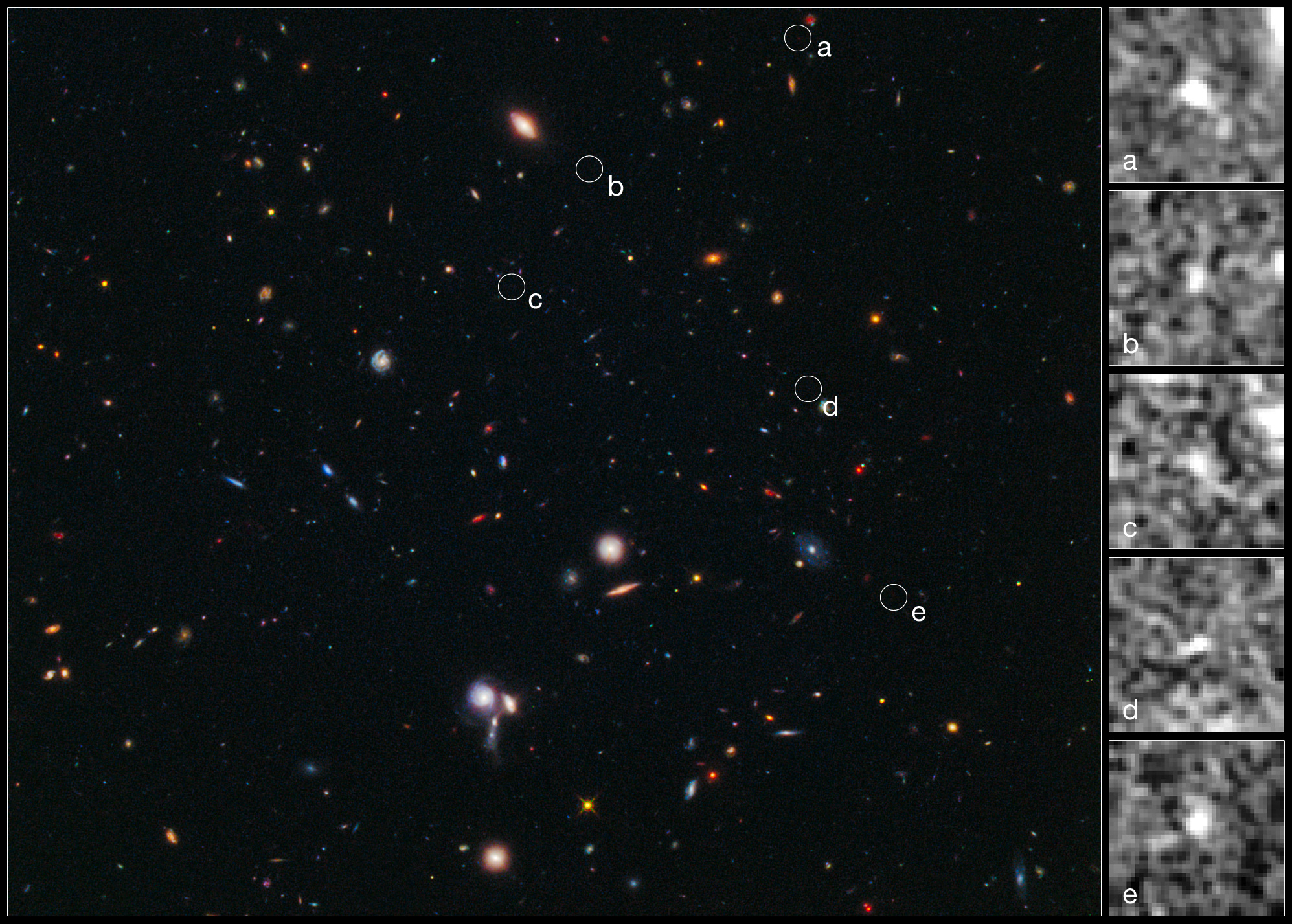
우주의 탄생 후 6억 년이 지났을 때 서로 무리를 이룬 은하들의 합성 사진.

은하단(銀河團, 영어: Cluster of galaxies)은 서로 중력에 의해 속박된 수백 개에서 수천 개의 은하들로 구성된 구조이다. 이들은 우주에서 가장 큰 중력속박 천체로 알려져 있고 초은하단이 발견되기 전인 1980년대까지 우주에서 가장 거대한 것으로 알려졌던 구조이다. 은하단의 중요한 특징 중 하나는 은하단내부물질(ICM)이다. ICM은 은하 사이에 분포하며 대략 7~9 KeV의 온도로 가열된 가스로 구성되어 있다. 은하단은 산개성단과 같은 성단과는 혼동되지 말아야 한다. 성단은 은하의 내부에 있는 별들의 구조로, 심지어 일반적으로 은하를 공전하는 구상성단도 그렇다. 보다 작은 은하들의 무리는 은하단 보다는 은하군으로 불린다. 은하군 및 은하단은 서로 모여 초은하단을 구성한다.
상대적으로 가까운 우주에서 주목할 만한 은하단은 처녀자리 은하단, 화로자리 은하단, 헤라클레스자리 은하단, 머리털자리 은하단이 있다. 직각자자리 은하단에 의해 지배되며 거대 인력체로 알려진 매우 거대한 은하 무리는 근방의 우주의 팽창에 영향을 줄만큼 무겁다. 멀리 있는, 큰 적색편이 우주에서 주목할 만한 은하단은 초기 우주에서 발견되는 매우 무거운 은하단인 SPT-CL J0546-5345와 SPT-CL J2106-5844이 있다. 또한 지난 수십년 간, 이들은 전파헤일로와 전파흔적 같은 비열적 확산 전파방출을 관측함으로써 발견된 특징인, 적당한 입자가속 영역으로 발견된다. 찬드라 X-선 관측선을 이용하여, 차가운 전선, 충격파, 소형헤일로와 같은 구조도 많은 은하단에서 발견된다.

## 기본 특징
은하단은 보통 다음과 같은 특징들을 지닌다.
- 50 개에서 1,000 개의 은하와, 뜨거운 X-선 방출 가스, 많은 양의 암흑물질을 포함한다.[3] 자세한 것은 아래 참고.
- 위 세가지 요소의 분포는 은하단에서 거의 동일하다.
- 1014~1015 M☉ 정도의 총질량을 가지고 있다.
- 일반적으로 2~10 Mpc의 직경을 가지고 있다.
- 구성원 은하들의 분산 속도는 약 800~1,000 km/s이다.

## 조성
은하단에는 세가지 주요 요소가 있다.
| 요소 이름        | 질량 | 설명                                                                          |
| ---------------- | ---- | ----------------------------------------------------------------------------- |
| 은하             | 1%   | 광학 관측에서는 은하만 보임                                                   |
| ICM의 은하간가스 | 9%   | 은하 사이에 있는 고온의 플라스마로 열적 제동복사 과정을 통해 X-선을 방출함    |
| 암흑물질         | 90%  | 가장 무거운 요소로, 광학적으로는 관측할 수 없고 중력 상호작용을 통해서 추정됨 |

## 갤러리

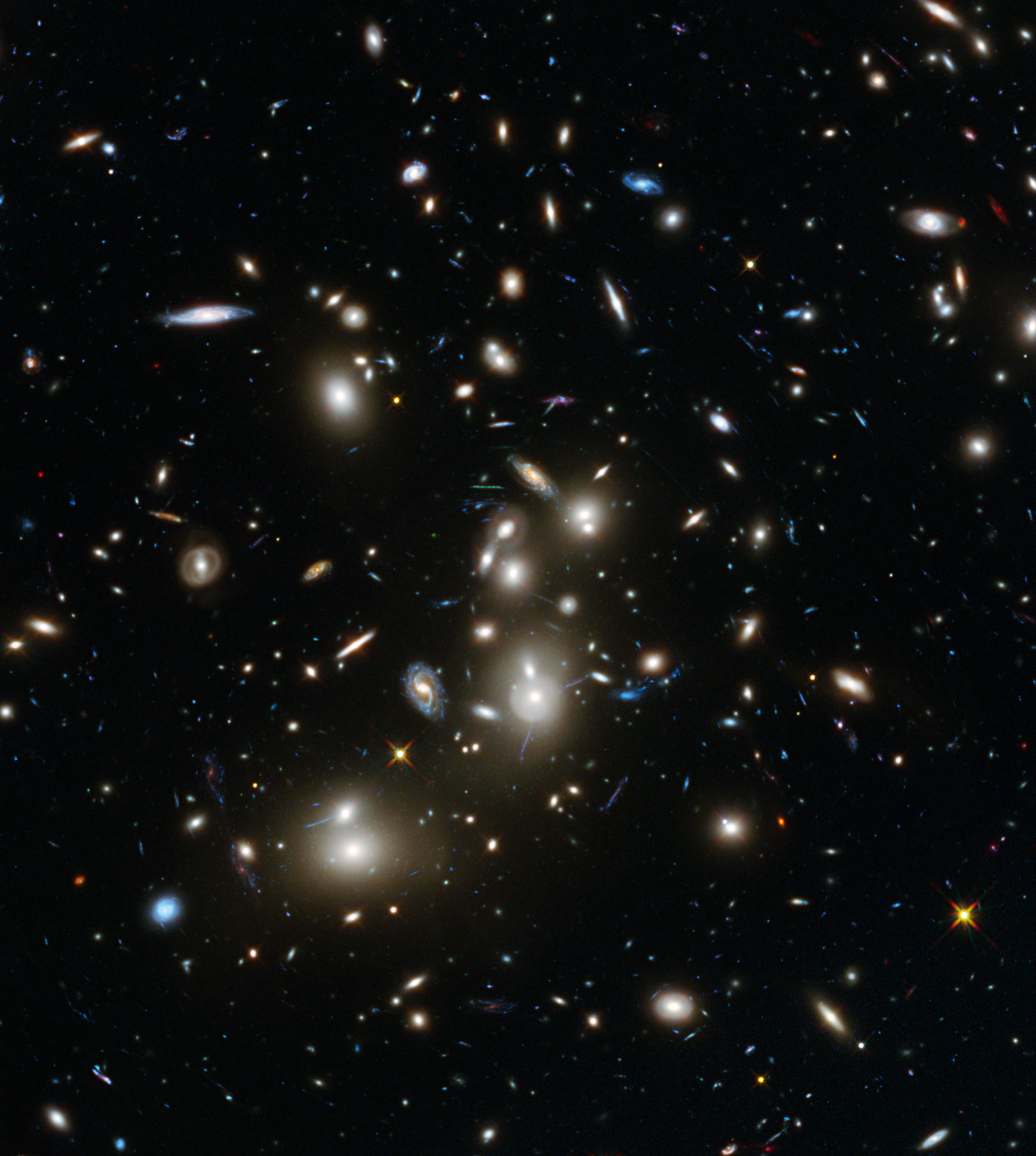
에이벨 2744 은하단 (허블 ST).
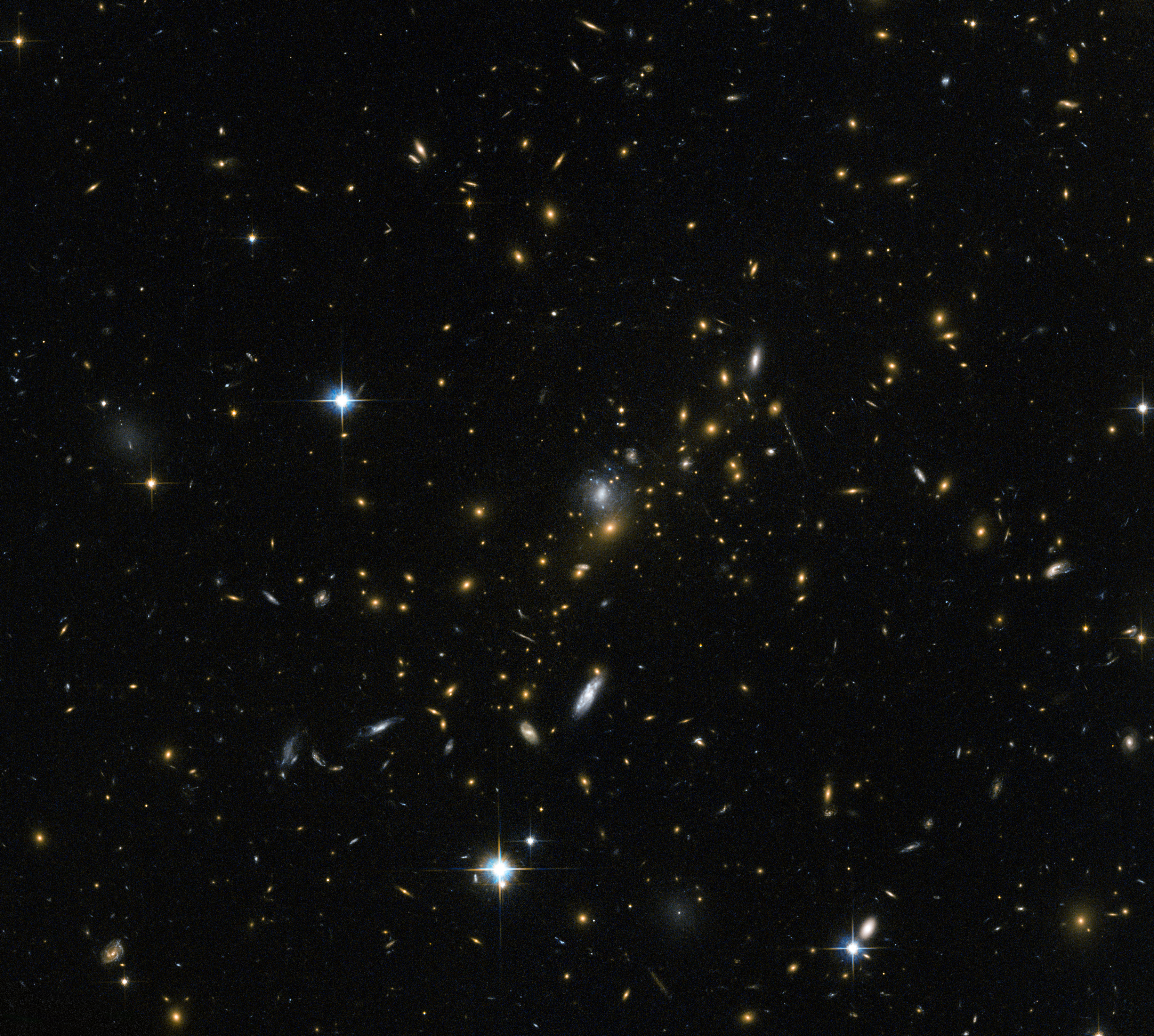
먼 우주의 확대.
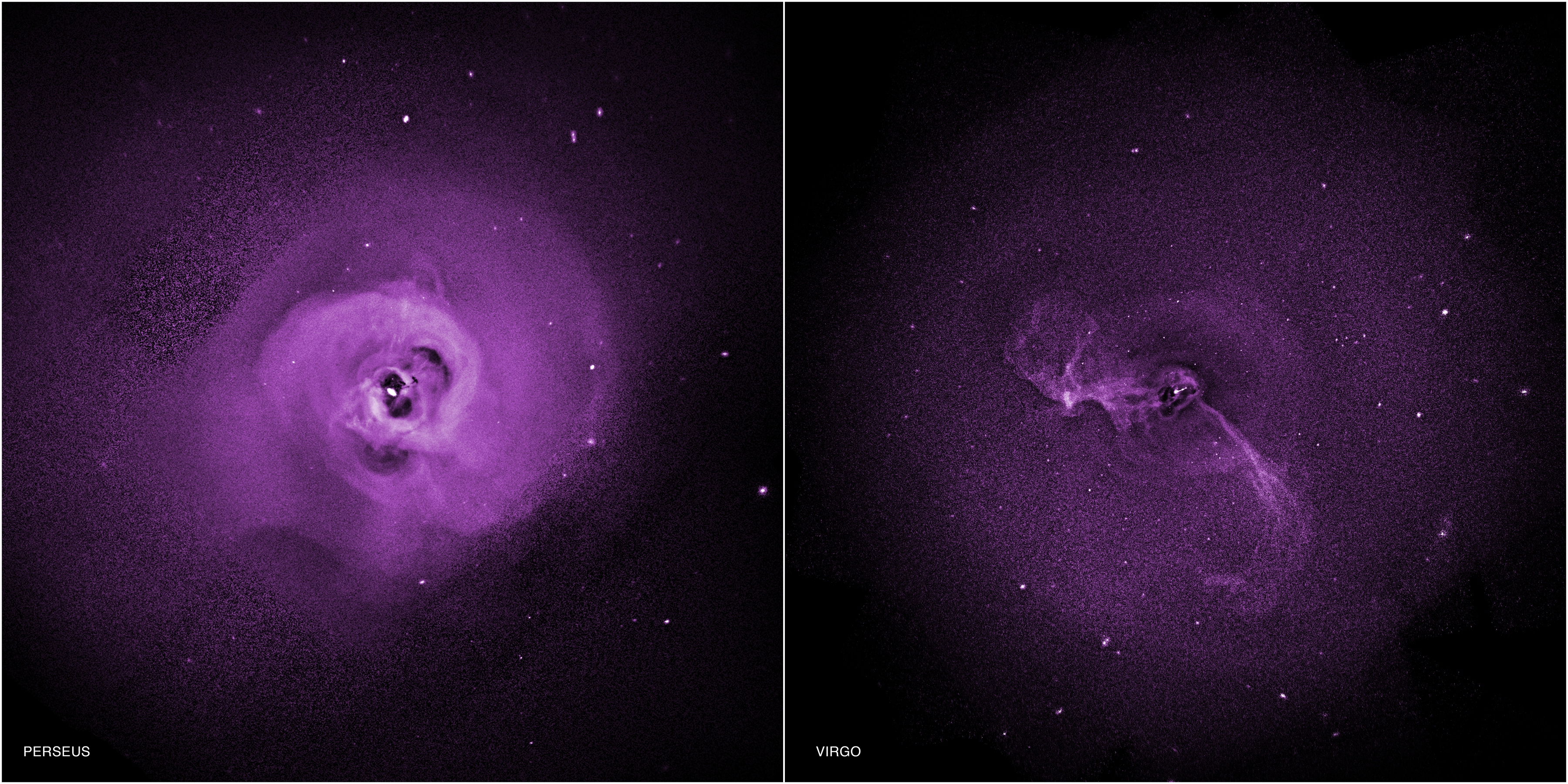
은하단의 냉각을 막는 난류(찬드라 X-선).
- 영상: 은하단의 형성 (컨셉아트).

## 같이 보기
- 에이벨 목록
- 은하단내부물질
- 에이벨 은하단 목록